# 彼得里夫卡 (斯瓦托韦区)
彼得里夫卡（烏克蘭語：Петрівка）是烏克蘭東部盧甘斯克州斯瓦托韋區洛兹诺-亚历山德里夫卡市镇的村落。處於洛茲納河畔，鄰近俄羅斯別爾哥羅德州。建於1758年，面積0.88平方公里，海拔高度101米，2001年人口135。